# Архимандрит Стефан (Миленковић)
Стефан Миленковић (Књажевац код Зајечара, 4. октобар 1968) архимандрит је Српске православне цркве и игуман Манастира Зочишта.

## Биографија
Архимандрит отац Стефан (Миленковић), рођен 4. октобра 1968. године у Књажевцу код Зајечара, од побожних родитеља. Основну школу а потом и гимназију завршио је у граду Зајечару.
Богословски факултет у Београду, завршио је 1987. године. Ступа у Манастир Црну реку код Рибарића, 1988. године где остаје као искушеник до 1991. године. Замонашен је 20. марта 1992. године у Манастиру Високи Дечани, од стране тадашњег епископа рашко-призренскога Артемија. Приликом монашења је добио монашко име Стефан. Рукоположен је у чин јерођакона 24. новембра 1992. године, а у чин јеромонаха 7. јула 1996. године у Манастиру Високи Дечани.
Одлуком надлежног епископа Артемија, постављен је 4. јануара 1998. године за игумана Манастира Светих архангела код Призрена, где остаје до 2000. године. По потреби службе премештен у Манастир Бањску код Звечана, и бива постављен за игумана где бива до 2004. године. Благословом епископа рашко-призренскога господина Теодосија (Шибалића), 20. маја 2004. године постављен је за старешину Манастира Зочиште, где је и данас.